# Leichtathletik-Europacup 2008
| 29. Leichtathletik-Europacup                          | 29. Leichtathletik-Europacup | 29. Leichtathletik-Europacup | 29. Leichtathletik-Europacup | 29. Leichtathletik-Europacup | 29. Leichtathletik-Europacup |
| ----------------------------------------------------- | ---------------------------- | ---------------------------- | ---------------------------- | ---------------------------- | ---------------------------- |
|                                                       |                              |                              |                              |                              |                              |
| Resultate Superliga (Endstand nach 40 Entscheidungen) |                              |                              |                              |                              |                              |
| Annecy Parc des Sports – 21./22. Juni 2008            |                              |                              |                              |                              |                              |
| Frauen                                                | Frauen                       | Frauen                       | Männer                       | Männer                       | Männer                       |
| Platz                                                 | Land                         | Punkte                       | Platz                        | Land                         | Punkte                       |
| 1                                                     | Russland                     | 124,0                        | 1                            | Großbritannien               | 112                          |
| 2                                                     | Ukraine                      | 110,5                        | 2                            | Polen                        | 098                          |
| 3                                                     | Großbritannien               | 090,0                        | 3                            | Frankreich                   | 096                          |
| 4                                                     | Polen                        | 087,0                        | 4                            | Deutschland                  | 095                          |
| 5                                                     | Italien                      | 081,5                        | 5                            | Russland                     | 084                          |
| 6                                                     | Deutschland                  | 076,0                        | 6                            | Italien                      | 082                          |
| 7                                                     | Frankreich                   | 076,0                        | 7                            | Spanien                      | 081                          |
| 8                                                     | Belarus                      | 069,0                        | 8                            | Griechenland                 | 068                          |
| ← München 2007                                        | ← München 2007               | ← München 2007               | Team-EM Leiria 2009 →        | Team-EM Leiria 2009 →        | Team-EM Leiria 2009 →        |

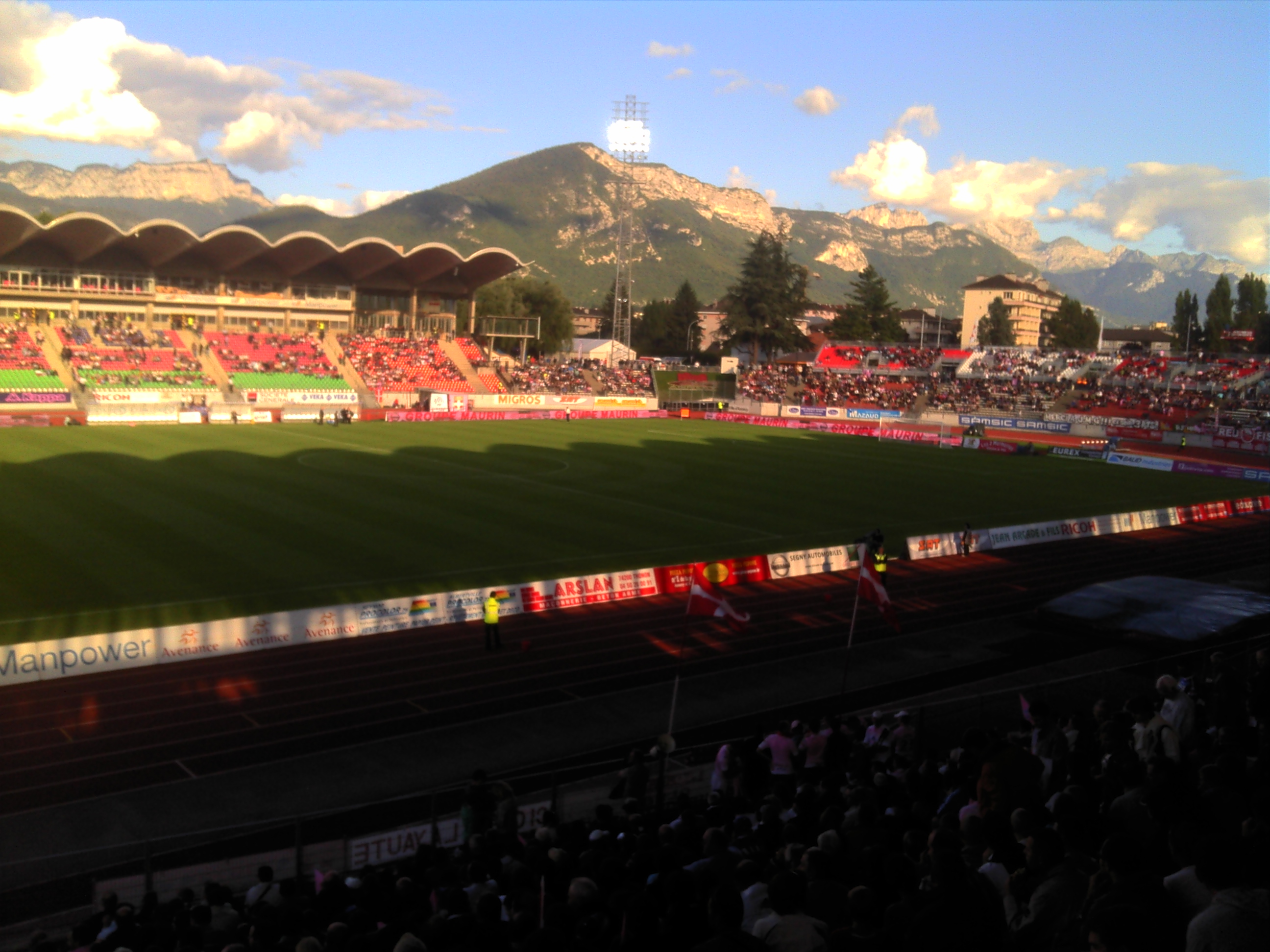
Der Parc des Sports von Annecy – hier im Jahr 2011

Das 29. und letzte Leichtathletik-Europacup-Superliga-Finale fand am 21. und 22. Juni 2008 wie schon der 23. Europacup 2002 im Parc des Sports von Annecy (Frankreich) statt und umfasste vierzig Disziplinen (20 Männer, 20 Frauen).
Der Europacup wurde ab 2009 unter anderem Namen und mit geänderten Regeln aufgeteilt in vier Ligen als Leichtathletik-Team-Europameisterschaft fortgesetzt.

## Modus
Auch die diesjährige letzte Austragung fand nach den im Europacup 1983 erstmals gültigen Regeln statt. Das höchste Niveau des Cups wurde als Superliga bezeichnet. Die einen Rang unter der Superliga platzierten Nationen trugen ihre Wettbewerbe in der 1. Liga aus, die in zwei Gruppen unterteilt war. Die 2. Liga war wie schon in den Vorjahren ebenfalls in zwei Gruppen aufgeteilt.
Die Wettbewerbe der Superliga wurden am Samstag, 21. und Sonntag, 22. Juni ausgetragen. In den beiden anderen Ligen fanden die Wettkämpfe an denselben Tagen statt. Das seit 1983 praktizierte System mit Auf- und Absteigern kam nun nicht mehr zum Tragen, da hier der letzte Europacup in dieser Form stattfand und in der anvisierten Team-Europameisterschaft seine Fortsetzung fand.
Auch die zur Straffung der Veranstaltung 1997 eingeführte Praxis in den vertikalen Sprungwettbewerben, im Kugelstoßen sowie den Wurfdisziplinen wurde beibehalten. Dort standen den Athleten nicht wie üblich sechs, sondern nur vier Versuche zur Verfügung.

## Der Leichtathletik-Europacup 2008
Im Wettbewerbskatalog gab es keine Erweiterungen oder Veränderungen.
Seit 1996 sponserte die Handelskette Spar (Eigenschreibweise: SPAR) den Europacup und blieb der Veranstaltung bis zuletzt erhalten. Dies hatte auch zur Umbenennung in SPAR-Europacup geführt.
Die äußeren Umstände dieser Veranstaltung waren vor allem durch böige wechselnde Winde nicht besonders leistungsfördernd. Das Zuschauerinteresse hielt sich in Grenzen, so wurden am ersten Tag ca. 11.000 Besucher gezählt.
Den Frauenwettbewerb gewannen noch einmal die Athletinnen aus Russland. Die Zeit der Sowjetunion mit einberechnet gewannen die Russinnen den Cup zum insgesamt sechzehnten Mal. Die Ukrainerinnen kamen auf den zweiten Platz. Bei den Männern sicherte sich Großbritannien den ersten kontinentalen Titel seit 2000. Zweiter wurde Polen.
Die Männerkonkurrenz begann durch den britischen Dreispringer Phillips Idowu, dem 17,29 Meter gelangen, mit einer ausgezeichneten Leistung. Auch die Weite des spanischen Diskuswerfers Mario Pestano war mit 68,61 m hochklassig einzustufen. Bei den Frauen überzeugte die Russin Ljudmila Koltschanowa mit ihren 7,04 m im Weitsprung. Noch stärker war die Leistung der Hochspringerin Ariane Friedrich, die 2,03 m überquerte. Erwähnenswert sind auch die 75,97 m der belarussischen Hammerwerferin Oksana Menkowa.

## Deutsche Mannschaft
Das Team des Deutschen Leichtathletik-Verbandes (DLV) setzte sich aus 49 Athleten (24 Frauen und 25 Männer) zusammen.

## Doping
Bei dieser Veranstaltung im Vorfeld der Olympischen Spiele 2008, bei der es 29 offizielle Dopingfälle gab, wurden die Ergebnisse dreier Sportler wegen Verstoßes gegen die Antidopingbestimmungen nachträglich annulliert.
- Dimítrios Régas, Griechenland – Der Läufer wurde neben zahlreichen weiteren griechischen Athleten positiv auf das anabole Steroid Methyltrienolon getestet. Er war Mitglied der 4-mal-400-Meter-Staffel, die Staffel wurde disqualifiziert.[2]
- Julie Coulaud, Frankreich – Das Resultat der Läuferin im Rennen über 3000 Meter wurde annulliert, weil sie gegen die Antidopingbestimmungen verstoßen hatte. Sie war im Mai positiv auf das anabole Steroid Testosteron getestet worden und erhielt eine Sperre von drei Jahren.[3]
- Julija Leanzjuk, Belarus – Die zunächst erstplatzierte Kugelstoßerin wurde wegen Verstoßes gegen die Antidopingbestimmungen disqualifiziert und darüber hinaus für zwei Jahre gesperrt. Sie wurde positiv auf den anabolen Wirkstoff Testosteron getestet.[4]

## Länderwertungen 2.Liga
Die 2. Liga der Männer und Frauen wurde am 21./22. Juni in zwei Gruppen ausgetragen. Die Wettbewerbe der Gruppe 1 fanden am in Tallinn, Estland, statt, die der Gruppe 2 in Banská Bystrica, Slowakei.
| Länderwertungen 2. Liga Gruppe 1 in Tallinn am 21./22. Juni | Länderwertungen 2. Liga Gruppe 1 in Tallinn am 21./22. Juni | Länderwertungen 2. Liga Gruppe 1 in Tallinn am 21./22. Juni | Länderwertungen 2. Liga Gruppe 1 in Tallinn am 21./22. Juni | Länderwertungen 2. Liga Gruppe 1 in Tallinn am 21./22. Juni | Länderwertungen 2. Liga Gruppe 1 in Tallinn am 21./22. Juni |
|                                                             | Frauen                                                      | Frauen                                                      |                                                             | Männer                                                      | Männer                                                      |
| Platz                                                       | Land                                                        | Punkte                                                      |                                                             | Land                                                        | Punkte                                                      |
| ----------------------------------------------------------- | ----------------------------------------------------------- | ----------------------------------------------------------- | ----------------------------------------------------------- | ----------------------------------------------------------- | ----------------------------------------------------------- |
| 1                                                           | Norwegen                                                    | 124                                                         |                                                             | Estland                                                     | 125                                                         |
| 2                                                           | Estland                                                     | 119                                                         |                                                             | Lettland                                                    | 122                                                         |
| 3                                                           | Schweiz                                                     | 116                                                         |                                                             | Irland                                                      | 100                                                         |
| 4                                                           | Lettland                                                    | 098                                                         |                                                             | Dänemark                                                    | 099                                                         |
| 5                                                           | Österreich                                                  | 089                                                         |                                                             | Bulgarien                                                   | 091                                                         |
| 6                                                           | Island                                                      | 070                                                         |                                                             | Litauen                                                     | 079                                                         |
| 7                                                           | Dänemark                                                    | 074                                                         |                                                             | Island                                                      | 055                                                         |
| 8                                                           | Luxemburg                                                   | 037                                                         |                                                             | Luxemburg                                                   | 045                                                         |

| Länderwertungen 2. Liga Gruppe 2 in Banská Bystrica am 21./22. Juni | Länderwertungen 2. Liga Gruppe 2 in Banská Bystrica am 21./22. Juni | Länderwertungen 2. Liga Gruppe 2 in Banská Bystrica am 21./22. Juni | Länderwertungen 2. Liga Gruppe 2 in Banská Bystrica am 21./22. Juni | Länderwertungen 2. Liga Gruppe 2 in Banská Bystrica am 21./22. Juni | Länderwertungen 2. Liga Gruppe 2 in Banská Bystrica am 21./22. Juni |
|                                                                     | Frauen                                                              | Frauen                                                              |                                                                     | Männer                                                              | Männer                                                              |
| Platz                                                               | Land                                                                | Punkte                                                              |                                                                     | Land                                                                | Punkte                                                              |
| ------------------------------------------------------------------- | ------------------------------------------------------------------- | ------------------------------------------------------------------- | ------------------------------------------------------------------- | ------------------------------------------------------------------- | ------------------------------------------------------------------- |
| 01                                                                  | Slowenien                                                           | 261,0                                                               |                                                                     | Serbien                                                             | 232,0                                                               |
| 02                                                                  | Slowakei                                                            | 222,5                                                               |                                                                     | Slowakei                                                            | 230,0                                                               |
| 03                                                                  | Israel                                                              | 216,0                                                               |                                                                     | Zypern                                                              | 208,5                                                               |
| 04                                                                  | Zypern                                                              | 216,0                                                               |                                                                     | Israel                                                              | 206,5                                                               |
| 05                                                                  | Moldau                                                              | 210,0                                                               |                                                                     | Moldau                                                              | 185,0                                                               |
| 06                                                                  | Bosnien und Herzegowina                                             | 177,0                                                               |                                                                     | Bosnien und Herzegowina                                             | 167,0                                                               |
| 07                                                                  | AASSE                                                               | 133,5                                                               |                                                                     | Georgien                                                            | 163,5                                                               |
| 08                                                                  | Montenegro                                                          | 108,0                                                               |                                                                     | Aserbaidschan                                                       | 150,0                                                               |
| 09                                                                  | Armenien                                                            | 106,0                                                               |                                                                     | Montenegro                                                          | 128,5                                                               |
| 10                                                                  | Georgien                                                            | 090,0                                                               |                                                                     | Armenien                                                            | 106,0                                                               |
| 11                                                                  | Andorra                                                             | 088,5                                                               |                                                                     | AASSE                                                               | 080,0                                                               |
| 12                                                                  | Albanien                                                            | 067,5                                                               |                                                                     | Andorra                                                             | 070,0                                                               |
| 13                                                                  | Aserbaidschan                                                       | 074,0                                                               |                                                                     | Nordmazedonien                                                      | 066,0                                                               |
| 14                                                                  | Nordmazedonien                                                      | 059,0                                                               |                                                                     | Albanien                                                            | 055,0                                                               |

## Länderwertungen 1.Liga
Die Wettbewerbe in der 1. Liga wurden für Männer und Frauen gemeinsam am 21. und 22. Juni ausgetragen. Die Teams der Gruppe 1 trafen sich in Leiria (Portugal), die Gruppe 2 fand in der türkischen Stadt Istanbul statt.
| Länderwertungen 1. Liga Gruppe 1 – in Leiria am 21./22. Juni | Länderwertungen 1. Liga Gruppe 1 – in Leiria am 21./22. Juni | Länderwertungen 1. Liga Gruppe 1 – in Leiria am 21./22. Juni | Länderwertungen 1. Liga Gruppe 1 – in Leiria am 21./22. Juni | Länderwertungen 1. Liga Gruppe 1 – in Leiria am 21./22. Juni | Länderwertungen 1. Liga Gruppe 1 – in Leiria am 21./22. Juni |
|                                                              | Frauen                                                       | Frauen                                                       |                                                              | Männer                                                       | Männer                                                       |
| Platz                                                        | Land                                                         | Punkte                                                       |                                                              | Land                                                         | Punkte                                                       |
| ------------------------------------------------------------ | ------------------------------------------------------------ | ------------------------------------------------------------ | ------------------------------------------------------------ | ------------------------------------------------------------ | ------------------------------------------------------------ |
| 1                                                            | Spanien                                                      | 127                                                          |                                                              | Tschechien                                                   | 106,0                                                        |
| 2                                                            | Tschechien                                                   | 107                                                          |                                                              | Niederlande                                                  | 106,0                                                        |
| 3                                                            | Belgien                                                      | 091                                                          |                                                              | Portugal                                                     | 105.0                                                        |
| 4                                                            | Portugal                                                     | 084                                                          |                                                              | Belgien                                                      | 096,0                                                        |
| 5                                                            | Litauen                                                      | 080                                                          |                                                              | Finnland                                                     | 092,0                                                        |
| 6                                                            | Irland                                                       | 079                                                          |                                                              | Belarus                                                      | 086,0                                                        |
| 7                                                            | Niederlande                                                  | 077                                                          |                                                              | Österreich                                                   | 067,5                                                        |
| 8                                                            | Finnland                                                     | 076                                                          |                                                              | Norwegen                                                     | 063,5                                                        |

| Länderwertungen 1. Liga Gruppe 2 – in Istanbul am 21./22. Juni | Länderwertungen 1. Liga Gruppe 2 – in Istanbul am 21./22. Juni | Länderwertungen 1. Liga Gruppe 2 – in Istanbul am 21./22. Juni | Länderwertungen 1. Liga Gruppe 2 – in Istanbul am 21./22. Juni | Länderwertungen 1. Liga Gruppe 2 – in Istanbul am 21./22. Juni | Länderwertungen 1. Liga Gruppe 2 – in Istanbul am 21./22. Juni |
|                                                                | Frauen                                                         | Frauen                                                         |                                                                | Männer                                                         | Männer                                                         |
| Platz                                                          | Land                                                           | Punkte                                                         |                                                                | Land                                                           | Punkte                                                         |
| -------------------------------------------------------------- | -------------------------------------------------------------- | -------------------------------------------------------------- | -------------------------------------------------------------- | -------------------------------------------------------------- | -------------------------------------------------------------- |
| 1                                                              | Griechenland                                                   | 124,0                                                          |                                                                | Schweden                                                       | 117,0                                                          |
| 2                                                              | Rumänien                                                       | 111,5                                                          |                                                                | Ukraine                                                        | 106,5                                                          |
| 3                                                              | Türkei                                                         | 091,5                                                          |                                                                | Slowenien                                                      | 096,0                                                          |
| 4                                                              | Schweden                                                       | 087,0                                                          |                                                                | Ungarn                                                         | 093,5                                                          |
| 5                                                              | Ungarn                                                         | 080,0                                                          |                                                                | Schweiz                                                        | 086,0                                                          |
| 6                                                              | Serbien                                                        | 079,0                                                          |                                                                | Rumänien                                                       | 081,5                                                          |
| 7                                                              | Bulgarien                                                      | 074,0                                                          |                                                                | Türkei                                                         | 079,0                                                          |
| 8                                                              | Kroatien                                                       | 072,0                                                          |                                                                | Kroatien                                                       | 078,5                                                          |

 qualifiziert für die Superliga des nächsten Europacups

 abgestiegen in die 2. Liga des nächsten Europacups

## Länderwertungen Superliga
| Länderwertungen Superliga – in Annecy am 21./22. Juni | Länderwertungen Superliga – in Annecy am 21./22. Juni | Länderwertungen Superliga – in Annecy am 21./22. Juni | Länderwertungen Superliga – in Annecy am 21./22. Juni | Länderwertungen Superliga – in Annecy am 21./22. Juni | Länderwertungen Superliga – in Annecy am 21./22. Juni |
|                                                       | Frauen                                                | Frauen                                                |                                                       | Männer                                                | Männer                                                |
| Platz                                                 | Land                                                  | Punkte                                                |                                                       | Land                                                  | Punkte                                                |
| ----------------------------------------------------- | ----------------------------------------------------- | ----------------------------------------------------- | ----------------------------------------------------- | ----------------------------------------------------- | ----------------------------------------------------- |
| 1                                                     | Russland                                              | 124,0                                                 |                                                       | Großbritannien                                        | 112                                                   |
| 2                                                     | Ukraine                                               | 110,5                                                 |                                                       | Polen                                                 | 098                                                   |
| 3                                                     | Großbritannien                                        | 090,0                                                 |                                                       | Frankreich                                            | 096                                                   |
| 4                                                     | Polen                                                 | 087,0                                                 |                                                       | Deutschland                                           | 095                                                   |
| 5                                                     | Italien                                               | 081,5                                                 |                                                       | Russland                                              | 084                                                   |
| 6                                                     | Deutschland                                           | 076,0                                                 |                                                       | Italien                                               | 082                                                   |
| 7                                                     | Frankreich                                            | 076,0                                                 |                                                       | Spanien                                               | 081                                                   |
| 8                                                     | Belarus                                               | 069,0                                                 |                                                       | Griechenland                                          | 068                                                   |

## Legende
Kurze Übersicht zur Bedeutung der Symbolik – so üblicherweise auch in sonstigen Veröffentlichungen verwendet:
| DNF | nicht im Ziel (did not finish)                               |
| DSQ | disqualifiziert                                              |
| DOP | wegen Dopingvergehens disqualifiziert                        |
| NMH | keine Höhe (No Mark)                                         |
| ogV | ohne gültigen Versuch                                        |
| w   | Rückenwindunterstützung über dem erlaubten Limit von 2,0 m/s |

## Superliga: Resultate der Einzeldisziplinen

### Männer

#### 100 m
| Platz | Athlet                | Land | Zeit (s) |
| ----- | --------------------- | ---- | -------- |
| 1     | Tyrone Edgar          | GBR  | 10,20    |
| 2     | Martial Mbandjock     | FRA  | 10,25    |
| 3     | Tobias Unger          | GER  | 10,27    |
| 4     | Ángel David Rodríguez | ESP  | 10,38    |
| 5     | Simone Collio         | ITA  | 10,45    |
| 6     | Łukasz Chyła          | POL  | 10,50    |
| 7     | Panayiótis Sarrís     | GRC  | 10,58    |
| 8     | Roman Smirnow         | RUS  | 10,61    |

Datum: 21. Juni
Wind: −1,9 m/s

#### 200 m
| Platz | Athlet                | Land | Zeit (s) |
| ----- | --------------------- | ---- | -------- |
| 1     | Marlon Devonish       | GBR  | 20,52    |
| 2     | Anastasios Gousis     | GRC  | 20,57    |
| 3     | Alexander Kosenkow    | GER  | 20,61    |
| 4     | Roman Smirnow         | RUS  | 20,72    |
| 5     | Ángel David Rodríguez | ESP  | 20,74    |
| 6     | Marcin Jędrusiński    | POL  | 20,81    |
| 7     | Eddy De Lépine        | FRA  | 20,85    |
| 8     | Andrew Howe           | ITA  | 20,88    |

Datum: 22. Juni
Wind: −0,3 m/s

#### 400 m
| Platz | Athlet                | Land | Zeit (s) |
| ----- | --------------------- | ---- | -------- |
| 1     | Martyn Rooney         | GBR  | 45,33    |
| 2     | Claudio Licciardello  | ITA  | 45,57    |
| 3     | Denis Alexejew        | RUS  | 45,67    |
| 4     | Leslie Djhone         | FRA  | 45,78    |
| 5     | Piotr Kędzia          | POL  | 46,04    |
| 6     | Kamghe Gaba           | GER  | 46,43    |
| 7     | Padelís Melahrinoúdis | GRC  | 46,54    |
| 8     | Mark Ujakpor          | ESP  | 46,94    |

Datum: 21. Juni

#### 800 m
| Platz | Athlet                 | Land | Zeit (min) |
| ----- | ---------------------- | ---- | ---------- |
| 1     | Manuel Olmedo          | ESP  | 1:49,98    |
| 2     | Marcin Lewandowski     | POL  | 1:50,13    |
| 3     | Juri Koldin            | RUS  | 1:50,17    |
| 4     | Robin Schembera        | GER  | 1:50,23    |
| 5     | Lukas Rifesser         | ITA  | 1:50,65    |
| 6     | Richard Hill           | GBR  | 1:50,65    |
| 7     | Ismaël Koné            | FRA  | 1:50,68    |
| 8     | Efthímios Papadópoulos | GRC  | 1:51,34    |

Datum: 22. Juni

#### 1500 m
| Platz | Athlet              | Land | Zeit (min) |
| ----- | ------------------- | ---- | ---------- |
| 1     | Mehdi Baala         | FRA  | 3:40,55    |
| 2     | Arturo Casado       | ESP  | 3:40,70    |
| 3     | Carsten Schlangen   | GER  | 3:41,75    |
| 4     | Tom Lancashire      | GBR  | 3:42,11    |
| 5     | Bartosz Nowicki     | POL  | 3:43,00    |
| 6     | Alexei Popow        | RUS  | 3:44,57    |
| 7     | Christian Obrist    | ITA  | 3:47,13    |
| 8     | Panayiótis Ikonómou | GRC  | 3:52,22    |

Datum: 21. Juni

#### 3000 m
| Platz | Athlet              | Land | Zeit (min) |
| ----- | ------------------- | ---- | ---------- |
| 1     | Andrew Baddeley     | GBR  | 8:01,28    |
| 2     | Jesús España        | ESP  | 8:01,62    |
| 3     | Sergei Iwanow       | RUS  | 8:01,91    |
| 4     | Bouabdellah Tahri   | FRA  | 8:02,21    |
| 5     | Łukasz Parszczyński | POL  | 8:05,75    |
| 6     | Stefano La Rosa     | ITA  | 8:06,04    |
| 7     | Wolfram Müller      | GER  | 8:06,25    |
| 8     | Anastasios Fraggos  | GRC  | 8:21,76    |

Datum: 22. Juni

#### 5000 m
| Platz | Athlet            | Land | Zeit (min) |
| ----- | ----------------- | ---- | ---------- |
| 1     | Mo Farah          | GBR  | 13:44,07   |
| 2     | Carlos Castillejo | ESP  | 13:57,37   |
| 3     | Daniele Meucci    | ITA  | 14:03,04   |
| 4     | Zelalem Martel    | GER  | 14:12,14   |
| 5     | Adónios Papadónis | GRC  | 14:13,16   |
| 6     | Marcin Chabowski  | POL  | 14:17,45   |
| 7     | Hassan Hirt       | FRA  | 14:19,81   |
| 8     | Stepan Kiselew    | RUS  | 14:25,77   |

Datum: 21. Juni

#### 110 m Hürden
| Platz | Athlet                  | Land | Zeit (s) |
| ----- | ----------------------- | ---- | -------- |
| 1     | Jackson Quiñónez        | ESP  | 13,40    |
| 2     | Konstandinos Douvalidis | GRC  | 13,59    |
| 3     | Jewgeni Borissow        | RUS  | 13,66    |
| 4     | Allan Scott             | GBR  | 13,70    |
| 5     | Samuel Coco-Viloin      | FRA  | 13,76    |
| 6     | Dominik Bochenek        | POL  | 13,86    |
| 7     | Thomas Blaschek         | GER  | 13,87    |
| 8     | Emanuele Abate          | ITA  | 14,17    |

Datum: 21. Juni
Wind: −0,6 m/s

#### 400 m Hürden
| Platz | Athlet               | Land | Zeit (s) |
| ----- | -------------------- | ---- | -------- |
| 1     | Periklis Iakovakis   | GRC  | 49,15    |
| 2     | Marek Plawgo         | POL  | 49,44    |
| 3     | Salah-Eddine Ghaidi  | FRA  | 49,64    |
| 4     | Alexander Derewjagin | RUS  | 49,80    |
| 5     | Dale Garland         | GBR  | 50,65    |
| 6     | Nicola Cascella      | ITA  | 50,81    |
| 7     | Stephan Stoll        | GER  | 51,39    |
| 8     | Diego Cabello        | ESP  | 51,75    |

Datum: 21. Juni

#### 3000 m Hindernis
| Platz | Athlet                      | Land | Zeit (min) |
| ----- | --------------------------- | ---- | ---------- |
| 1     | Mahiedine Mekhissi-Benabbad | FRA  | 8:33,10    |
| 2     | Ildar Minischin             | RUS  | 8:34,89    |
| 3     | Andrew Lemoncello           | GBR  | 8:36,33    |
| 4     | Matteo Villani              | ITA  | 8:36,76    |
| 5     | Tomasz Szymkowiak           | POL  | 8:37,30    |
| 6     | Filmon Ghirmai              | GER  | 8:50,95    |
| 7     | José Luis Blanco            | ESP  | 8:53,05    |
| 8     | Aléxandros Lítsis           | GRC  | 9:19,91    |

Datum: 22. Juni

#### 4 × 100 m Staffel
| Platz | Besetzung      | Land                                                                          | Zeit (s) |
| ----- | -------------- | ----------------------------------------------------------------------------- | -------- |
| 1     | Großbritannien | Christian Malcolm Tyrone Edgar Marlon Devonish Rikki Fifton                   | 38,48    |
| 2     | Polen          | Dariusz Kuć Łukasz Chyła Kamil Masztak Marcin Jędrusiński                     | 38,61    |
| 3     | Italien        | Emanuele Di Gregorio Simone Collio Massimiliano Donati Maurizio Checcucci     | 38,73    |
| 4     | Frankreich     | Yvon Rodrigue Sialo-Ngboda Ronald Pognon Eddy De Lépine Martial Mbandjock     | 38,78    |
| 5     | Russland       | Igor Gostew Iwan Teplych Roman Smirnow Mikhail Idrisow                        | 39,40    |
| 6     | Spanien        | Cecilio Maestra Ángel David Rodríguez Álvaro Aljarilla José López             | 40,17    |
| 7     | Griechenland   | Emmanouíl Koutsouklákis Ioánnis Apostólou Anastasios Gousis Panayiótis Sarrís | 40,38    |
| DSQ   | Deutschland    | Tobias Unger Till Helmke Alexander Kosenkow Martin Keller                     |          |

Datum: 21. Juni

#### 4 × 400 m Staffel
| Platz | Besetzung      | Land                                                                       | Zeit (min) |
| ----- | -------------- | -------------------------------------------------------------------------- | ---------- |
| 1     | Frankreich     | Leslie Djhone Teddy Venel Brice Panel Richard Maunier                      | 3:02,33    |
| 2     | Großbritannien | Robert Tobin Dale Garland Conrad Williams Martyn Rooney                    | 3:02,66    |
| 3     | Deutschland    | Simon Kirch Kamghe Gaba Florian Seitz Bastian Swillims                     | 3:03,04    |
| 4     | Polen          | Rafał Wieruszewski Piotr Kędzia Piotr Klimczak Kacper Kozłowski            | 3:03,16    |
| 5     | Italien        | Claudio Licciardello Luca Galletti Matteo Galvan Andrea Barberi            | 3:03,66    |
| 6     | Russland       | Maxim Dyldin Alexander Derewjagin Iwan Busolin Denis Alexejew              | 3:05,16    |
| 7     | Spanien        | Mark Ujakpor David Canal Daniel Ruiz Santiago Ezquerro                     | 3:08,71    |
| DOP   | Griechenland   | Pétros Kiriakídis Dimítrios Régas Padelís Melahrinoúdis Periklis Iakovakis |            |

Datum: 22. Juni
Dimítrios Régas, Mitglied der griechischen 4-mal-400-Meter-Staffel wurde neben zahlreichen weiteren griechischen Athleten positiv auf das anabole Steroid Methyltrienolon getestet. Die Staffel wurde disqualifiziert.

#### Hochsprung
| Platz | Athlet                | Land | Höhe (m) |
| ----- | --------------------- | ---- | -------- |
| 1     | Andrei Silnow         | RUS  | 2,32     |
| 2     | Andrea Bettinelli     | ITA  | 2,30     |
| 3     | Javier Mermejo        | ESP  | 2,24     |
| 4     | Mustapha Raïfak       | FRA  | 2,24     |
| 5     | Samson Oni            | GBR  | 2,20     |
| 6     | Raúl Spank            | GER  | 2,15     |
| 7     | Grzegorz Sposób       | POL  | 2,15     |
| 8     | Konstandinos Baniotis | GRC  | 2,15     |

Datum: 21. Juni

#### Stabhochsprung
| Platz | Athlet                | Land | Höhe (m) |
| ----- | --------------------- | ---- | -------- |
| 1     | Danny Ecker           | GER  | 5,55     |
| 2     | Przemysław Czerwiński | POL  | 5,55     |
| 3     | Steven Lewis          | GBR  | 5,40     |
| 4     | Stavros Kouroupakis   | GRC  | 5,40     |
| 5     | Giorgio Piantella     | ITA  | 5,40     |
| 6     | Javier Gazol          | ESP  | 5,40     |
| NMH   | Romain Mesnil         | FRA  | ogV      |
| NMH   | Sergei Kutscherjanu   | RUS  | ogV      |

Datum: 22. Juni

#### Weitsprung
| Platz | Athlet                | Land | Weite (m) |
| ----- | --------------------- | ---- | --------- |
| 1     | Louis Tsatoumas       | GRC  | 8,17      |
| 2     | Marcin Starzak        | POL  | 8,09      |
| 3     | Nils Winter           | GER  | 8,05      |
| 4     | Christopher Tomlinson | GBR  | 7,89      |
| 5     | Kafétien Gomis        | FRA  | 7,76      |
| 6     | Ferdinando Iucolano   | ITA  | 7,69      |
| 7     | Dimitri Plotnikow     | RUS  | 7,65      |
| 8     | Jonathan Martinez     | ESP  | 7,05      |

Datum: 21. Juni

#### Dreisprung
| Platz | Athlet              | Land | Weite (m) |
| ----- | ------------------- | ---- | --------- |
| 1     | Phillips Idowu      | GBR  | 17,4600   |
| 2     | Colomba Fofana      | FRA  | 17,2100   |
| 3     | Fabrizio Schembri   | ITA  | 17,0100   |
| 4     | Igor Spassowchodski | RUS  | 16,7500   |
| 5     | Dimitris Tsiamis    | GRC  | 16,7100   |
| 6     | Charles Friedek     | GER  | 16,7000   |
| 7     | Andrés Capellán     | ESP  | 16,1400   |
| 8     | Mateusz Parlicki    | POL  | 16,09 w   |

Datum: 22. Juni

#### Kugelstoßen
| Platz | Athlet                 | Land | Weite (m) |
| ----- | ---------------------- | ---- | --------- |
| 1     | Peter Sack             | GER  | 20,41     |
| 2     | Tomasz Majewski        | POL  | 20,32     |
| 3     | Yves Niaré             | FRA  | 20,31     |
| 4     | Manuel Martínez        | ESP  | 20,24     |
| 5     | Pawel Sofjin           | RUS  | 20,14     |
| 6     | Carl Myerscough        | GBR  | 19,27     |
| 7     | Andreas Anastasopoulos | GRC  | 18,94     |
| 8     | Paolo Capponi          | ITA  | 18,09     |

Datum: 21. Juni

#### Diskuswurf
| Platz | Athlet                 | Land | Weite (m) |
| ----- | ---------------------- | ---- | --------- |
| 1     | Mario Pestano          | ESP  | 68,34     |
| 2     | Robert Harting         | GER  | 65,25     |
| 3     | Piotr Małachowski      | POL  | 63,20     |
| 4     | Nikolai Sedjuk         | RUS  | 59,23     |
| 5     | Emeka Udechuku         | GBR  | 59,11     |
| 6     | Hannes Kirchler        | ITA  | 59,00     |
| 7     | Spirídon Arabatzís     | GRC  | 57,25     |
| 8     | Jean-François Aurokiom | FRA  | 55,25     |

Datum: 22. Juni

#### Hammerwurf
| Platz | Athlet                   | Land | Weite (m) |
| ----- | ------------------------ | ---- | --------- |
| 1     | Szymon Ziółkowski        | POL  | 79,26     |
| 2     | Nicola Vizzoni           | ITA  | 77,32     |
| 3     | Markus Esser             | GER  | 75,07     |
| 4     | Alexandros Papadimitriou | GRC  | 74,40     |
| 5     | Frédéric Pouzy           | FRA  | 72,18     |
| 6     | Alexei Zagorni           | RUS  | 71,76     |
| 7     | Mike Floyd               | GBR  | 67,86     |
| 8     | Javier Cienfuegos        | ESP  | 65,11     |

Datum: 21. Juni

#### Speerwurf
| Platz | Athlet            | Land | Weite (m) |
| ----- | ----------------- | ---- | --------- |
| 1     | Peter Esenwein    | GER  | 79,23     |
| 2     | Laurent Dorique   | FRA  | 75,97     |
| 3     | Igor Janik        | POL  | 75,65     |
| 4     | Roberto Bertolini | ITA  | 74,56     |
| 5     | Igor Suchomlinow  | RUS  | 73,78     |
| 6     | Yeóryios Íltsios  | GRC  | 73,12     |
| 7     | Michael Allen     | GBR  | 70,63     |
| 8     | Gustavo Dacal     | ESP  | 68,32     |

Datum: 22. Juni

### Frauen

#### 100 m
| Platz | Athletin            | Land | Zeit (s) |
| ----- | ------------------- | ---- | -------- |
| 1     | Julija Neszjarenka  | BLR  | 11,17    |
| 2     | Emma Ania           | GBR  | 11,22    |
| 3     | Jewgenija Poljakowa | RUS  | 11,26    |
| 4     | Anita Pistone       | ITA  | 11,27    |
| 5     | Carima Louami       | FRA  | 11,31    |
| 6     | Natalija Pohrebnjak | UKR  | 11,35    |
| 7     | Daria Korczyńska    | POL  | 11,39    |
| 8     | Verena Sailer       | GER  | 11,44    |

Datum: 21. Juni
Wind: +1,3 m/s

#### 200 m
| Platz | Athletin              | Land | Zeit (s) |
| ----- | --------------------- | ---- | -------- |
| 1     | Muriel Hurtis-Houairi | FRA  | 22,75    |
| 2     | Christine Ohuruogu    | GBR  | 23,23    |
| 3     | Natalia Rusakowa      | RUS  | 23,29    |
| 4     | Vincenza Cali         | ITA  | 23,48    |
| 5     | Ewelina Klocek        | POL  | 23,51    |
| 6     | Iryna Schtanhjejewa   | UKR  | 23,67    |
| 7     | Wolha Astaschka       | BLR  | 23,78    |
| 8     | Mareike Peters        | GER  | 23,88    |

Datum: 22. Juni
Wind: −0,2 m/s

#### 400 m
| Platz | Athletin              | Land | Zeit (s) |
| ----- | --------------------- | ---- | -------- |
| 1     | Nicola Sanders        | GBR  | 51,17    |
| 2     | Natalija Pyhyda       | UKR  | 51,57    |
| 3     | Tatjana Weschkurowa   | RUS  | 52,00    |
| 4     | Juljana Juschtschanka | BLR  | 52,13    |
| 5     | Daniela Reina         | ITA  | 52,87    |
| 6     | Claudia Hoffmann      | GER  | 53,09    |
| 7     | Agnieszka Karpiesiuk  | POL  | 53,15    |
| 8     | Virginie Michanol     | FRA  | 54,02    |

Datum: 21. Juni

#### 800 m
| Platz | Athletin             | Land | Zeit (min) |
| ----- | -------------------- | ---- | ---------- |
| 1     | Jenny Meadows        | GBR  | 2:01,20    |
| 2     | Èlodie Guégan        | FRA  | 2:01,65    |
| 3     | Anna Rostkowska      | POL  | 2:01,82    |
| 4     | Olga Kotljarowa      | RUS  | 2:02,21    |
| 5     | Olha Jekymenko       | UKR  | 2:03,58    |
| 6     | Tazzjana Suprun      | BLR  | 2:04,47    |
| 7     | Monika Gradzki       | GER  | 2:08,79    |
| DNF   | Elisa Cusma Piccione | ITA  |            |

Datum: 21. Juni

#### 1500 m
| Platz | Athletin             | Land | Zeit (min) |
| ----- | -------------------- | ---- | ---------- |
| 1     | Sylwia Ejdys         | POL  | 4:19,17    |
| 2     | Natalija Tobias      | UKR  | 4:19,70    |
| 3     | Susan Scott          | GBR  | 4:19,83    |
| 4     | Anna Alminowa        | RUS  | 4:20,52    |
| 5     | Elisa Cusma Piccione | ITA  | 4:21,03    |
| 6     | Laurane Picoche      | FRA  | 4:22,17    |
| 7     | Tazzjana Suprun      | BLR  | 4:23,81    |
| 8     | Katrin Judith Trauth | GER  | 4:24,06    |

Datum: 22. Juni

#### 3000 m
| Platz | Athletin           | Land | Zeit (min) |
| ----- | ------------------ | ---- | ---------- |
| 1     | Lidia Chojecka     | POL  | 9:03,49    |
| 2     | Helen Clitheroe    | GBR  | 9:04,38    |
| 3     | Olga Komjagina     | RUS  | 9:05,76    |
| 4     | Wolha Minina       | BLR  | 9:27,61    |
| 5     | Tetjana Mesenzewa  | UKR  | 9:32,60    |
| 6     | Julia Hiller       | GER  | 9:42,90    |
| 7     | Valentina Costanza | ITA  | 9:44,06    |
| DOP   | Julie Coulaud      | FRA  |            |

Datum: 21. Juni
Das Resultat der französischen Läuferin Julie Coulaud wurde annulliert, weil sie gegen die Antidopingbestimmungen verstoßen hatte. Sie war im Mai 2008 positiv auf das anabole Steroid Testosteron getestet worden und erhielt eine Sperre von drei Jahren.

#### 5000 m
| Platz | Athletin                  | Land | Zeit (min) |
| ----- | ------------------------- | ---- | ---------- |
| 1     | Natalija Berkut           | UKR  | 15:23,97   |
| 2     | Kate Reed                 | GBR  | 15:40,73   |
| 3     | Regina Kaschajewa         | RUS  | 15:50,98   |
| 4     | Wolha Krauzowa            | BLR  | 15:54,76   |
| 5     | Vincenza Sicari           | ITA  | 16:00,30   |
| 6     | Sabrina Mockenhaupt       | GER  | 16:03,53   |
| 7     | Dorota Gruca              | POL  | 16:21,76   |
| 8     | Saadia Bourgailh Haddioui | FRA  | 16:40,60   |

Datum: 22. Juni

#### 100 m Hürden
| Platz | Athletin              | Land | Zeit (s) |
| ----- | --------------------- | ---- | -------- |
| 1     | Jewgenija Snihur      | UKR  | 12,81    |
| 2     | Aurelia Trywiańska    | POL  | 12,82    |
| 3     | Julija Kondakowa      | RUS  | 12,83    |
| 4     | Adrianna Lamalle      | FRA  | 12,95    |
| 5     | Micol Cattaneo        | ITA  | 12,98    |
| 6     | Carolin Nytra         | GER  | 12,99    |
| 7     | Kazjaryna Paplauskaja | BLR  | 13,11    |
| 8     | Sarah Claxton         | GBR  | 13,20    |

Datum: 22. Juni
Wind: −1,3 m/s

#### 400 m Hürden
| Platz | Athletin                 | Land | Zeit (s) |
| ----- | ------------------------ | ---- | -------- |
| 1     | Anastassija Rabtschenjuk | UKR  | 54,65    |
| 2     | Anna Jesień              | POL  | 54,81    |
| 3     | Jonna Tilgner            | GER  | 56,15    |
| 4     | Jekaterina Bikert        | RUS  | 56,18    |
| 5     | Benedetta Ceccarelli     | ITA  | 56,31    |
| 6     | Dora Jémaa               | FRA  | 56,91    |
| 7     | Tasha Danvers            | GBR  | 57,06    |
| 8     | Nastassia Buldakowa      | BLR  | 57,80    |

Datum: 21. Juni

#### 3000 m Hindernis
| Platz | Athlet                | Land | Zeit (min) |
| ----- | --------------------- | ---- | ---------- |
| 1     | Gulnara Galkina       | RUS  | 09:35,32   |
| 2     | Walentyna Horpynytsch | UKR  | 09:35,42   |
| 3     | Wioletta Frankiewicz  | POL  | 09:39,60   |
| 4     | Elena Romagnolo       | ITA  | 09:40,59   |
| 5     | Antje Möldner         | GER  | 09:41,04   |
| 6     | Élodie Olivarès       | FRA  | 09:54,89   |
| 7     | Hattie Dean           | GBR  | 09:59,36   |
| 8     | Irina Bachanouskaja   | BLR  | 10:42,57   |

Datum: 21. Juni

#### 4 × 100 m Staffel
| Platz | Land           | Besetzung                                                                          | Zeit (s) |
| ----- | -------------- | ---------------------------------------------------------------------------------- | -------- |
| 1     | Russland       | Jewgenija Poljakowa Natalia Rusakowa Julija Guschtschina Julija Tschermoschanskaja | 42,80    |
| 2     | Großbritannien | Anyika Onuora Montell Douglas Jeanette Kwakye Emma Ania                            | 42,95    |
| 3     | Italien        | Anita Pistone Vincenza Calì Giulia Arcioni Audrey Alloh                            | 43,04    |
| 4     | Ukraine        | Olena Tschebanu Natalija Pohrebnjak Irina Schtanjejewa Oksana Schtscherbak         | 43,40    |
| 5     | Deutschland    | Anne Möllinger Verena Sailer Mareike Peters Marion Wagner                          | 43,52    |
| 6     | Polen          | Ewelina Klocek Daria Korczyńskaja Dorota Jędrusińska Marta Jeschke                 | 43,53    |
| 7     | Belarus        | Wolha Astaschka Julija Balykina Natallja Safronnikawa Julija Neszjarenka           | 43,79    |
| DSQ   | Frankreich     | Nelly Banco Lina Jacques-Sébastien Muriel Hurtis-Houairi Carima Louami             |          |

Datum: 21. Juni

#### 4 × 400 m Staffel
| Platz | Land           | Besetzung                                                                        | Zeit (min) |
| ----- | -------------- | -------------------------------------------------------------------------------- | ---------- |
| 1     | Russland       | Julija Guschtschina Olesja Forschewa Tatjana Weschkurowa Ljudmila Litwinowa      | 3:23,77    |
| 2     | Frankreich     | Phara Anacharsis Thélia Sigère Solène Désert Virginie Michanol                   | 3:26,63    |
| 3     | Belarus        | Kazjaryna Bobryk Iryna Chljustawa Hanna Kosak Juljana Juschtschanka              | 3:27,13    |
| 4     | Ukraine        | Ksenija Karandjuk Oleksandra Peytschewa Anastassija Rabtschenjuk Natalija Pyhyda | 3:27,15    |
| 5     | Großbritannien | Christine Ohuruogu Marilyn Okoro Vicky Barr Kelly Sotherton                      | 3:27,17    |
| 6     | Deutschland    | Jonna Tilgner Sorina Nwachukwu Florence Ekpo-Umoh Claudia Hoffmann               | 3:27,31    |
| 7     | Polen          | Agnieszka Karpiesiuk Grażyna Prokopek Izabela Kostruba Anna Jesień               | 3:28,05    |
| 8     | Italien        | Marta Milani Benedetta Ceccarelli Chiara Bazzoni Daniela Reina                   | 3:34,15    |

Datum: 22. Juni

#### Hochsprung
| Platz | Athlet                | Land | Höhe (m) |
| ----- | --------------------- | ---- | -------- |
| 1     | Ariane Friedrich      | GER  | 2,03     |
| 2     | Antonietta Di Martino | ITA  | 1,95     |
| 2     | Wita Stjopina         | UKR  | 1,95     |
| 4     | Swetlana Schkolina    | RUS  | 1,93     |
| 5     | Anne Gaëlle Jardin    | FRA  | 1,88     |
| 6     | Susan Jones           | GBR  | 1,85     |
| 7     | Wolha Tschuprowa      | BLR  | 1,85     |
| 8     | Kamila Stepaniuk      | POL  | 1,80     |

Datum: 22. Juni

#### Stabhochsprung
| Platz | Athlet                     | Land | Höhe (m) |
| ----- | -------------------------- | ---- | -------- |
| 1     | Julija Golubtschikowa      | RUS  | 4,73     |
| 2     | Anna Rogowska              | POL  | 4,66     |
| 3     | Silke Spiegelburg          | GER  | 4,59     |
| 4     | Natalija Kuschtsch         | UKR  | 4,52     |
| 5     | Arianna Farfalletti Casali | ITA  | 4,05     |
| 6     | Alixe Guigon               | FRA  | 3,90     |
| 7     | Louise Butterworth         | GBR  | 3,90     |
| 8     | Julia Taratynawa           | BLR  | 3,75     |

Datum: 21. Juni

#### Weitsprung
| Platz | Athlet                | Land | Weite (m) |
| ----- | --------------------- | ---- | --------- |
| 1     | Ljudmila Koltschanowa | RUS  | 7,04      |
| 2     | Jade Johnson          | GBR  | 6,81      |
| 3     | Bianca Kappler        | GER  | 6,63      |
| 4     | Wiktorija Rybalko     | UKR  | 6,63      |
| 5     | Tania Vicenzino       | ITA  | 6,52      |
| 6     | Weranika Schutkowa    | BLR  | 6,48      |
| 7     | Teresa Dobija         | POL  | 6,35      |
| 8     | Elise Vesanes         | FRA  | 6,28      |

Datum: 22. Juni

#### Dreisprung
| Platz | Athlet               | Land | Weite (m) |
| ----- | -------------------- | ---- | --------- |
| 1     | Olha Saladucha       | UKR  | 14,73 w   |
| 2     | Teresa Nzola Meso    | FRA  | 14,5100   |
| 3     | Magdelín Martínez    | ITA  | 14,2800   |
| 4     | Anastassija Potapowa | RUS  | 14,2500   |
| 5     | Natallja Safronawa   | BLR  | 14,1600   |
| 6     | Katja Demut          | ITA  | 13,4000   |
| 7     | Małgorzata Trybańska | POL  | 13,3900   |
| 8     | Noni Mordi           | GBR  | 13,3600   |

Datum: 21. Juni

#### Kugelstoßen
| Platz | Athlet              | Land | Weite (m) |
| ----- | ------------------- | ---- | --------- |
| 1     | Christina Schwanitz | GER  | 18,55     |
| 2     | Anna Omarowa        | RUS  | 18,30     |
| 3     | Chiara Rosa         | ITA  | 18,03     |
| 4     | Krystyna Zabawska   | POL  | 17,99     |
| 5     | Laurence Manfrédi   | FRA  | 17,39     |
| 6     | Hanna Samoljuk      | UKR  | 15,12     |
| 6     | Rebecca Peake       | GBR  | 14,84     |
| DOP   | Julija Leanzjuk     | BLR  | 19,43     |

Datum: 22. Juni
Die zunächst erstplatzierte belarussische Kugelstoßerin Julija Leanzjuk wurde wegen Verstoßes gegen die Antidopingbestimmungen disqualifiziert und darüber hinaus für zwei Jahre gesperrt. Sie wurde positiv auf den anabolen Wirkstoff Testosteron getestet.

#### Diskuswurf
| Platz | Athlet               | Land | Weite (m) |
| ----- | -------------------- | ---- | --------- |
| 1     | Swetlana Saikina     | RUS  | 62,56     |
| 2     | Natalija Semenowa    | UKR  | 62,25     |
| 3     | Joanna Wiśniewska    | POL  | 59,01     |
| 4     | Mélina Robert-Michon | FRA  | 58,97     |
| 5     | Nadine Müller        | GER  | 57,85     |
| 6     | Hanna Mazunowa       | BLR  | 57,47     |
| 7     | Philippa Roles       | GBR  | 56,36     |
| 8     | Laura Bordignon      | ITA  | 55,88     |

Datum: 21. Juni

#### Hammerwurf
| Platz | Athlet             | Land | Weite (m) |
| ----- | ------------------ | ---- | --------- |
| 1     | Oksana Menkowa     | BLR  | 75,97     |
| 2     | Manuela Montebrun  | FRA  | 72,18     |
| 3     | Iryna Nowoschylowa | UKR  | 71,12     |
| 4     | Kamila Skolimowska | POL  | 71,07     |
| 5     | Silvia Salis       | ITA  | 70,05     |
| 6     | Betty Heidler      | GER  | 69,67     |
| 7     | Zoe Derham         | GBR  | 66,85     |
| 8     | Marija Bespalowa   | RUS  | 65,97     |

Datum: 22. Juni

#### Speerwurf
| Platz | Athlet               | Land | Weite (m) |
| ----- | -------------------- | ---- | --------- |
| 1     | Natallja Schymtschuk | BLR  | 63,24     |
| 2     | Marija Abakumowa     | RUS  | 61,78     |
| 3     | Zahra Bani           | ITA  | 58,13     |
| 4     | Goldie Sayers        | GBR  | 57,76     |
| 5     | Christina Obergföll  | GER  | 57,07     |
| 6     | Nadia Vigliano       | ITA  | 55,66     |
| 7     | Urszula Jasinska     | POL  | 55,45     |
| 8     | Marharyta Doroschon  | UKR  | 50,57     |

Datum: 21. Juni

## Videolinks
- European cup-1500m. spaar 2008 anecy france, youtube.com, abgerufen am 28. März 2024
- Peter Sack - European Cup 2008, youtube.com, abgerufen am 28. März 2024
- Tomasz Majewski - European Cup 2008, youtube.com, abgerufen am 28. März 2024
- Yves Niarè - European Cup 2008, youtube.com, abgerufen am 28. März 2024